# Nagroda Grammy w kategorii Best Americana Album
Nagroda Grammy w kategorii Best Americana Album jest przyznawana od 2010 roku. Pierwszym zwycięzcą w tej kategorii został Levon Helm za album Electric Dirt.

## Zwycięzcy i nominowani
| Rok  | Zwycięzca                       | Narodowość        | Album                     | Nominacje |
| ---- | ------------------------------- | ----------------- | ------------------------- | --- |

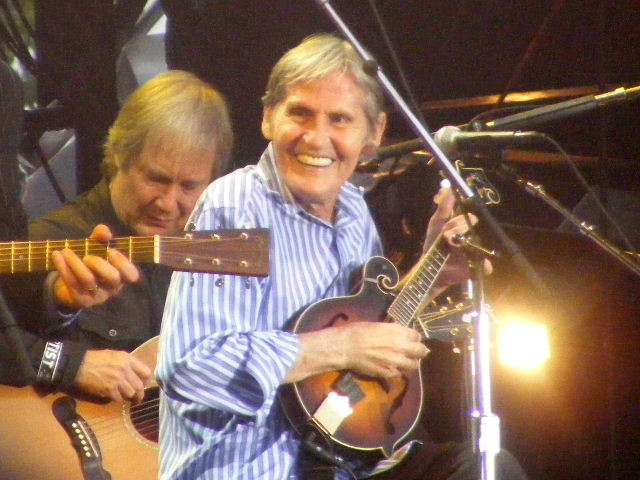
Levon Helm - dwukrotny laureat nagrody

| 2010 | Levon Helm                      | Stany Zjednoczone | Electric Dirt             | - Bob Dylan – Together Through Live - Willie Nelson & Asleep at the Wheel – Willie and the Wheel - Wilco – Wilco - Lucinda Williams – Little Honey                           |
| 2011 | Mavis Staples                   | Stany Zjednoczone | You Are Not Alone         | - Rosanne Cash – The List - Los Lobos – Tin Can Trust - Willie Nelson – Country Music - Robert Plant – Band of Joy                                                           |
| 2012 | Levon Helm                      | Stany Zjednoczone | Ramble at the Ryman       | - Linda Chorney – Emotional Jukebox - Ry Cooder – Pull Up Some Dust and Sit Down - Emmylou Harris – Hard Bargain - Lucinda Williams – Blessed                                |
| 2013 | Bonnie Raitt                    | Stany Zjednoczone | Slipstream                | - The Avett Brothers – The Carpenter - John Fullbright – From the Ground Up - The Lumineers – The Lumineers - Mumford & Sons – Babel                                         |
| 2014 | Emmylou Harris i Rodney Crowell | Stany Zjednoczone | Old Yellow Moon           | - Steve Martin i Edie Brickell – Love Has Come for You - Buddy Miller i Jim Lauderdale – Buddy and Jim - Mavis Staples – One True Vine - Allen Toussaint – Songbook          |
| 2015 | Rosanne Cash                    | Stany Zjednoczone | The River and the Thread  | - John Hiatt – Terms of My Surrender - Keb' Mo' – BLUESAmericana - Nickel Creek – A Dotted Line - Sturgill Simpson – Metamodern Sounds in Country Music                      |
| 2016 | Jason Isbell                    | Stany Zjednoczone | Something More Than Free  | - Brandi Carlile – The Firewatcher's Daughter - Emmylou Harris i Rodney Crowell – The Traveling Kind - The Mavericks – Mono - Punch Brothers – The Phosphorescent Blues      |
| 2017 | William Bell                    | Stany Zjednoczone | This Is Where I Live      | - The Avett Brothers – True Sadness - Kris Kristofferson – The Cedar Creek Sessions - Lori McKenna – The Bird and the Rifle - The Time Jumpers – Kid Sister                  |
| 2018 | Jason Isbell and the 400 Unit   | Stany Zjednoczone | The Nashville Sound       | - Gregg Allman – Southern Blood - Brent Cobb – Shine on Rainy Day - Iron & Wine – Beast Epic - The Mavericks – Brand New Day                                                 |
| 2019 | Brandi Carlile                  | Stany Zjednoczone | By the Way, I Forgive You | - Bettye LaVette – Things Have Changed - John Prine – The Tree of Forgiveness - Lee Ann Womack – The Lonely, the Lonesome & the Gone - The Wood Brothers – One Drop of Truth |
| 2020 | Keb' Mo'                        | Stany Zjednoczone | Oklahoma                  | - J.S. Ondara – Tales of America - Yola – Walk Through Fire - Madison Cunningham – Who Are You Now - Calexico i Iron & Wine – Years to Burn                                  |
| 2021 | Sarah Jarosz                    | Stany Zjednoczone | World on the Ground       | - Courtney Marie Andrews – Old Flowers - Hiss Golden Messenger – Terms of Surrender - Marcus King – El Dorado - Lucinda Williams – Good Souls Better Angels                  |
| 2022 | Los Lobos                       | Stany Zjednoczone | Native Sons               | - Jackson Browne – Downhill From Everywhere - John Hiatt i the Jerry Douglas Band - Leftover Feelings - Allison Russell – Outside Child - Yola – Stand For Myself            |